# Filipína Šarlota Pruská
Filipína Šarlota Pruská (13. března 1716, Berlín - 17. února 1801, Braunschweig) byla sňatkem s Karlem I. Brunšvicko-Wolfenbüttelským brunšvicko-wolfenbüttelskou vévodkyní a známou německou intelektuálkou.

## Život
Filipína se narodila jako dcera Fridricha Viléma I. a jeho manželky Žofie Dorotey Hannoverské.
2. července 1733 se v Berlíně provdala za Karla Brunšvicko-Wolfenbüttelského nejstaršího syna Ferdinanda Albrechta II. Brunšvicko-Wolfenbüttelského. Karel se stal po otcově smrti v roce 1735 vévodou.
Dvojitá sňatková aliance mezi Brunšvickem a Pruskem uskutečněná Filipíninou svatbou s Karlem a svatbou jejího bratra Fridricha s Karlovou sestrou Alžbětou Kristýnou, vedla k trvalé alianci nejdůležitějších severoněmeckých protestantských rodů Pruska a Brunšvicka. Rodinné vazby těchto dvou dynastií zapříčinily brunšvicko-pruské spojenectví v Sedmileté válce.
Filipína byla popisována jako jemná a vysoce vzdělaná žena osvícení. Nezávisle pracovala na výtažku z filozofických spisů Christiana Wolffa ve francouzštině. Vévodkyně sledovala, částečně díky vlivu vévodského poradce Johanna Friedricha Wilhelma Jerusalema, velmi důkladně německý intelektuální život. Ocenila básníka Salomona Gessnera a udržovala osobní vztah s Friedrichem Gottliebem Klopstockem. Dramatik Lessing také patřil do jejího kruhu.
Ke svému dvoru přitahovala učence a literáty. Brunšvický dvůr se každoročně účastnil několika operních představení.
Svého syna Karla vychovávala k úctě k jejímu bratrovi, Fridrichu Pruskému, dala mu humanistické vzdělání a jedním z jeho učitelů byl Abbé Jerusalem. Poslala ho také na velkou cestu s archeologem Winckelmannem aby mu dělal společníka.
V roce 1773 byl Filipínin manžel Karel I. donucen k ustanovení svého syna regentem. V roce 1780 Karel I. zemřel a syn se stal vévodou.
Švédská princezna Hedvika Šlesvicko-Holštýnsko-Gottorpská ji a její rodinu popsala při své návštěvě v srpnu 1799 takto:
| „ | Náš bratranec, vévoda, dorazil hned druhý den ráno. Poté, co nás opustil, jsme navštívili vévodkyni vdovu, tetu mého manžela. Je to příjemná, vysoce vzdělaná a velmi respektovaná dáma, ale nyní je už tak stará, že skoro ztratila paměť. | “ |

Filipína Šarlota zanechala wolfenbüttelské knihovně 4000 svazků z vlastní sbírky.

## Potomci
| Jméno                                                                      | Portrét | Životní data                       | Poznámky |
| -------------------------------------------------------------------------- | ------- | ---------------------------------- | --- |
| Karel II. brunšvicko-wolfenbüttelský vévoda                                |         | 9. října 1735- 16. října 1806      | Oženil se s Augustou Frederikou Hannoverskou, s níž měl potomky                                                  |
| Jiří František                                                             |         | 29- září 1736- 10. prosince 1737   | Zemřel v dětství                                                                                                 |
| Žofie Karolína braniborsko-bayreuthská markraběnka                         |         | 7. října 1737- 21. prosince 1817   | Provdala se za Fridricha Braniborsko-Bayreuthského, s nímž neměla potomky                                        |
| Kristián Ludvík                                                            |         | 13. listopadu 1738- 12. dubna 1742 | Zemřel v dětství                                                                                                 |
| Anna Amálie Brunšvicko-Wolfenbüttelská sasko-výmarsko-eisenašská vévodkyně |         | 24. října 1739- 10. dubna 1807     | Provdala se za Ernesta Augusta II, Sasko-Výmarsko-Eisenašského, s nímž měla potomky                              |
| Fridrich Augustus                                                          |         | 29. října 1740- 8. října 1805      | Oženil se s princeznou Frederikou Žofií Šarlotou Augustou Württembersko-Oelsskou, s níž neměl potomky            |
| Albrecht Jindřich                                                          |         | 26. února 1742- 8. srpna 1761      | Nikdy se neoženil;                                                                                               |
| Luisa                                                                      |         | 18. prosince 1743- 22. února 1744  | Zemřela v dětství                                                                                                |
| Vilém Adolf                                                                |         | 18. května 1745- 24. srpna 1770    | Nikdy se neoženil;                                                                                               |
| Alžběta Kristýna pruská korunní princezna                                  |         | 8. listopadu 1746- 18. února 1840  | Provdala se za pruského korunního prince Fridricha Viléma, s nímž měla dceru Manželství bylo v roce 1769 zrušeno |
| Frederika                                                                  |         | 8. dubna 1748- 22. ledna 1758      | Zemřela v dětství                                                                                                |
| Augusta Dorotea Abatyše z Gandersheimu                                     |         | 2. října 1749- 10. března 1810     | |
| Maxmilián Julius Leopold                                                   |         | 11. října 1752- 24. dubna 1785     | Nikdy se neoženil                                                                                                |

## Vývod z předků
|                         |                                     |  |                            |                                     |  |  |  |  |  |  |  | Jiří Vilém Braniborský |
|                         |                                     |  |                            |                                     |  |  |  |  |  |  |  |                        |
|                         | Fridrich Vilém I. Braniborský       |  |                            |                                     |  |  |  |  |  |  |  |                        |
|                         |                                     |  |                            |                                     |  |  |  |  |  |  |  |                        |
|                         |                                     |  |                            | Alžběta Šarlota Falcká              |  |  |  |  |  |  |  |                        |
|                         |                                     |  |                            |                                     |  |  |  |  |  |  |  |                        |
|                         | Fridrich I. Pruský                  |  |                            |                                     |  |  |  |  |  |  |  |                        |
|                         |                                     |  |                            |                                     |  |  |  |  |  |  |  |                        |
|                         |                                     |  |                            | Frederik Hendrik Oranžský           |  |  |  |  |  |  |  |                        |
|                         |                                     |  |                            |                                     |  |  |  |  |  |  |  |                        |
|                         | Luisa Henrietta Oranžská            |  |                            |                                     |  |  |  |  |  |  |  |                        |
|                         |                                     |  |                            |                                     |  |  |  |  |  |  |  |                        |
|                         |                                     |  |                            | Amálie zu Solms-Braunfels           |  |  |  |  |  |  |  |                        |
|                         |                                     |  |                            |                                     |  |  |  |  |  |  |  |                        |
|                         | Fridrich Vilém I.                   |  |                            |                                     |  |  |  |  |  |  |  |                        |
|                         |                                     |  |                            |                                     |  |  |  |  |  |  |  |                        |
|                         |                                     |  |                            | Jiří Brunšvicko-Lüneburský          |  |  |  |  |  |  |  |                        |
|                         |                                     |  |                            |                                     |  |  |  |  |  |  |  |                        |
|                         | Arnošt August Brunšvicko-Lüneburský |  |                            |                                     |  |  |  |  |  |  |  |                        |
|                         |                                     |  |                            |                                     |  |  |  |  |  |  |  |                        |
|                         |                                     |  |                            | Anna Eleonora Hesensko-Darmstadtská |  |  |  |  |  |  |  |                        |
|                         |                                     |  |                            |                                     |  |  |  |  |  |  |  |                        |
|                         | Žofie Šarlota Hannoverská           |  |                            |                                     |  |  |  |  |  |  |  |                        |
|                         |                                     |  |                            |                                     |  |  |  |  |  |  |  |                        |
|                         |                                     |  |                            | Fridrich Falcký                     |  |  |  |  |  |  |  |                        |
|                         |                                     |  |                            |                                     |  |  |  |  |  |  |  |                        |
|                         | Žofie Hannoverská                   |  |                            |                                     |  |  |  |  |  |  |  |                        |
|                         |                                     |  |                            |                                     |  |  |  |  |  |  |  |                        |
|                         |                                     |  |                            | Alžběta Stuartovna                  |  |  |  |  |  |  |  |                        |
|                         |                                     |  |                            |                                     |  |  |  |  |  |  |  |                        |
| Filipína Šarlota Pruská |                                     |  |                            |                                     |  |  |  |  |  |  |  |                        |
|                         |                                     |  |                            |                                     |  |  |  |  |  |  |  |                        |
|                         |                                     |  | Jiří Brunšvicko-Lüneburský |                                     |  |  |  |  |  |  |  |                        |
|                         |                                     |  |                            |                                     |  |  |  |  |  |  |  |                        |
|                         | Arnošt August Brunšvicko-Lüneburský |  |                            |                                     |  |  |  |  |  |  |  |                        |
|                         |                                     |  |                            |                                     |  |  |  |  |  |  |  |                        |
|                         |                                     |  |                            | Anna Eleonora Hesensko-Darmstadtská |  |  |  |  |  |  |  |                        |
|                         |                                     |  |                            |                                     |  |  |  |  |  |  |  |                        |
|                         | Jiří I.                             |  |                            |                                     |  |  |  |  |  |  |  |                        |
|                         |                                     |  |                            |                                     |  |  |  |  |  |  |  |                        |
|                         |                                     |  |                            | Fridrich Falcký                     |  |  |  |  |  |  |  |                        |
|                         |                                     |  |                            |                                     |  |  |  |  |  |  |  |                        |
|                         | Žofie Hannoverská                   |  |                            |                                     |  |  |  |  |  |  |  |                        |
|                         |                                     |  |                            |                                     |  |  |  |  |  |  |  |                        |
|                         |                                     |  |                            | Alžběta Stuartovna                  |  |  |  |  |  |  |  |                        |
|                         |                                     |  |                            |                                     |  |  |  |  |  |  |  |                        |
|                         | Žofie Dorotea Hannoverská           |  |                            |                                     |  |  |  |  |  |  |  |                        |
|                         |                                     |  |                            |                                     |  |  |  |  |  |  |  |                        |
|                         |                                     |  |                            | Jiří Brunšvicko-Lüneburský          |  |  |  |  |  |  |  |                        |
|                         |                                     |  |                            |                                     |  |  |  |  |  |  |  |                        |
|                         | Jiří Vilém Brunšvicko-Lüneburský    |  |                            |                                     |  |  |  |  |  |  |  |                        |
|                         |                                     |  |                            |                                     |  |  |  |  |  |  |  |                        |
|                         |                                     |  |                            | Anna Eleonora Hesensko-Darmstadtská |  |  |  |  |  |  |  |                        |
|                         |                                     |  |                            |                                     |  |  |  |  |  |  |  |                        |
|                         | Žofie Dorotea z Celle               |  |                            |                                     |  |  |  |  |  |  |  |                        |
|                         |                                     |  |                            |                                     |  |  |  |  |  |  |  |                        |
|                         |                                     |  |                            | Alexandre Desmier d'Olbreuse        |  |  |  |  |  |  |  |                        |
|                         |                                     |  |                            |                                     |  |  |  |  |  |  |  |                        |
|                         | Éléonore Desmier d'Olbreuse         |  |                            |                                     |  |  |  |  |  |  |  |                        |
|                         |                                     |  |                            |                                     |  |  |  |  |  |  |  |                        |
|                         |                                     |  |                            | Jacquette Poussard du Bas-Vandré    |  |  |  |  |  |  |  |                        |
|                         |                                     |  |                            |                                     |  |  |  |  |  |  |  |                        |